# Jonjo Dickman
Jonjo Dickman (sinh ngày 22 tháng 9 năm 1981) là một cựu cầu thủ bóng đá người Anh thi đấu ở vị trí tiền vệ.

## Sự nghiệp
Dickman sinh ra ở Hexham, Northumberland. Anh khởi đầu sự nghiệp tại Sunderland, kí một bản hợp đồng chuyên nghiệp vào tháng 11 năm 1998 sau khi trải qua hệ thống trẻ của câu lạc bộ. Anh có 1 lần ra sân cho đội chính, khi vào sân từ ghế dự bị trong thất bại 3–0 trên sân khách trước Manchester City ngày 21 tháng 4 năm 2003.